# Heinrich von Gablenz
Heinrich Adolf Ernst Freiherr von Gablenz (* 11. Juni 1845 in Dresden; † 12. Juli 1917 in Charlottenburg) war ein preußischer Generalleutnant.

## Leben

### Herkunft
Heinrich war ein Sohn des großherzoglich sächsischen Kammerherrn August von Gablenz (1810–1878) und dessen Ehefrau Auguste, geborene Freiin von Lützerode (1817–1907). Er hatte noch sechs Geschwister und der gleichnamige sächsische Generalleutnant Heinrich Adolph von Gablenz (1762–1843) war sein Großvater.

### Militärkarriere
Gablenz besuchte die Universität in Berlin, trat am 1. April 1863 als Einjährig-Freiwilliger in das Magdeburgische Füsilier-Regiment Nr. 36 der Preußischen Armee ein und wurde ein Jahr später zur Reserve beurlaubt. Infolge der Mobilmachung anlässlich des Deutschen Krieg wurde er am 1. Juni 1866 zum Ersatz-Bataillon des 4. Magdeburgischen Infanterie-Regiments Nr. 67 eingezogen und dem mobilen Verband sechs Tage später nachgesandt. Unter Beförderung zum Sekondeleutnant erfolgte am 20. Juli 1866 seine Versetzung zum II. Bataillon im 2. Magdeburgischen Landwehr-Regiment Nr. 27 in Halle (Saale), bis er schließlich bei der Demobilisierung am 1. September 1866 entlassen wurde.
Von Mitte Juni 1867 bis Mitte Januar 1868 war er dem III. Bataillon des 3. Brandenburgischen Landwehr-Regiments Nr. 20 in Potsdam und anschließend dem Reserve-Landwehr-Bataillon in Berlin zugeteilt.
Am 4. Februar 1868 in das Kaiser Alexander Garde-Grenadier-Regiment Nr. 1 einrangiert, war Gablenz nach der Mobilmachung anlässlich des Krieges gegen Frankreich bis Ende August 1870 Adjutant des Ersatz-Bataillons und rückte anschließend ins Feld. Dort nahm er an der Schlacht bei Sedan sowie der Belagerung von Paris teil und wurde mit dem Eisernen Kreuz II. Klasse ausgezeichnet. Nach dem Vorfrieden von Versailles war er Ende März 1871 zur Regulierung der französischen Generalstabskarte nach Crépy kommandiert. Zur weiteren Ausbildung absolvierte Gablenz ab Oktober 1872 für drei Jahre die Kriegsakademie und rückte zwischenzeitlich Mitte August 1874 zum Premierleutnant auf. Nach Beendigung seiner Studien und kurzem Truppendienst folgte Mitte Mai 1876 seine Kommandierung zur Dienstleistung auf ein Jahr beim Großen Generalstab.
Unter Verleihung eines Patents vom 18. August 1873 wurde Gablenz am 15. Mai 1880 à la suite des 6. Westfälischen Infanterie-Regiments Nr. 55 gestellt und als Adjutant zur 9. Infanterie-Brigade kommandiert. Dort stieg er Mitte September 1880 zum überzähligen Hauptmann auf und trat am 12. April des Folgejahres unter Entbindung von seinem Kommando als Kompaniechef in den Truppendienst zurück. In gleicher Eigenschaft wurde Gablenz am 22. Mai 1889 in das Grenadier-Regiment „König Friedrich III.“ (1. Ostpreußisches) Nr. 1 versetzt und Ende März 1890 zum überzähligen Major befördert. Daran schloss sich ab dem 16. Mai 1891 eine Verwendung als Bataillonskommandeur im 3. Thüringischen Infanterie-Regiment Nr. 71 an. Mit der Beförderung zum Oberstleutnant kam Gablenz am 18. April 1896 als etatmäßiger Stabsoffizier in das Infanterie-Regiment „Graf Bülow von Dennewitz“ (6. Westfälisches) Nr. 55. Ab dem 15. Juni 1898 war er als Oberst Kommandeur des 6. Thüringischen Infanterie-Regiments Nr. 95 und am 18. August 1901 beauftragte man ihn mit der Führung der 83. Infanterie-Brigade in Erfurt.
Am 18. Dezember 1901 avancierte er zum Generalmajor und Kommandeur dieser Brigade. In dieser Stellung erhielt Gablenz die Erlaubnis zur Annahme des Komturkreuzes I. Klasse des Albrechts-Ordens, des Sterns zum Komturkreuz II. Klasse des Herzoglich Sachsen-Ernestinischen Hausordens sowie des Komturkreuzes mit Stern des Hausordens der Wachsamkeit oder vom weißen Falken. Anlässlich des Ordensfestes verlieh ihm Wilhelm II. im Januar 1903 den Roten Adlerorden II. Klasse mit Eichenlaub. In Genehmigung seines Abschiedgesuches wurde Gablenz am 18. April 1903 mit der gesetzlichen Pension zur Disposition gestellt.
Nach seiner Verabschiedung wurde ihm am 16. Februar 1907 der Charakter als Generalleutnant verliehen.

### Familie
Gablenz hatte sich am 28. September 1880 in Berlin mit Clara von Forckenbeck (* 1859) verheiratet. Aus der Ehe gingen fünf Söhne hervor, darunter der Polizeipräsident von Wiesbaden Adolf von Gablenz (1882–1948), der deutsche Generalleutnant Eccard von Gablenz (1891–1978) sowie der Generalmajor und Luftfahrtpionier Carl August von Gablenz (1893–1942).